# Krizantema
Krizantema (ravan, bilica, lat. Chrysanthemum) rod je s 40–tak vrsta višegodišnjih cvjetnica u porodici glavočika koje potječu iz Azije i sjeveroistočne Europe. 

## Etimologija
Krizantema je dobila ime iz grčkog jezika, chrysos znači zlatni, a anthos cvijet.

## Taksonomija
Rod krizantema prije je uključivao veći broj vrsta, ali one su tijekom desetljeća premještene u druge redove. Imenovanje redova bilo je sporno, ali rjeđenje Međunarodnog kodeksa botaničke nomenklature 1999. godine rezultiralo je promjenom definiranja vrsta u Chrysanthemum indicum, a time i vraćanjem za cvjećare ekonomski važne krizanteme u rod krizantema (Chrysanthemum). Tijekom perioda između mijenjanjem roda i rješenja od kodeksa, ove vrste su uobičajeno bile uključene u rod pod imenom Dendranthema.
Ostale vrste prethodno uključene u uzak pogled roda krizantema sad su prebačene u red Glebionis. Ostali redovi odvojeni od krizantema argirantemum (Argyranthemum), leukantemopsis (Leucanthemopsis), ivančica (Leucanthemum), Rhodanthemum i vratić (Tanacetum).
Krizanteme su travnate višegodišnje biljke koje mogu narasti 50–150 cm u visinu, s listovima poredanim u krugove i velikim cvjetnim glavama koje su obično bijele, žute ili ružičaste u divljiini i omiljena hrana larvi nekoliko vrsta leptira.

## Vrste
1. Chrysanthemum aphrodite Kitam.
2. Chrysanthemum arcticum L.
3. Chrysanthemum argyrophyllum Ling
4. Chrysanthemum arisanense Hayata
5. Chrysanthemum bizarre C.Z.Shen
6. Chrysanthemum chalchingolicum Grubov
7. Chrysanthemum chanetii H.Lév.
8. Chrysanthemum crassum (Kitam.) Kitam.
9. Chrysanthemum cuneifolium Kitam.
10. Chrysanthemum dichrum (C.Shih) H.Ohashi & Yonek.
11. Chrysanthemum foliaceum (G.F.Peng, C.Shih & S.Q.Zhang) J.M.Wang & Y.T.Hou
12. Chrysanthemum glabriusculum (W.W.Sm.) Hand.-Mazz.
13. Chrysanthemum horaimontanum Masam.
14. Chrysanthemum hypargyreum Diels
15. Chrysanthemum indicum L.
16. Chrysanthemum integrifolium Richardson
17. Chrysanthemum japonense (Makino) Nakai
18. Chrysanthemum × konoanum Makino
19. Chrysanthemum lavandulifolium (Fisch. ex Trautv.) Makino
20. Chrysanthemum leucanthum (Makino) Makino
21. Chrysanthemum longibracteatum (C.Shih, G.F.Peng & S.Y.Jin) J.M.Wang & Y.T.Hou
22. Chrysanthemum makinoi Matsum. & Nakai
23. Chrysanthemum maximoviczii Kom.
24. Chrysanthemum miyatojimense Kitam.
25. Chrysanthemum × morifolium (Ramat.) Hemsl.
26. Chrysanthemum morii Hayata
27. Chrysanthemum naktongense Nakai
28. Chrysanthemum ogawae Kitam.
29. Chrysanthemum okiense Kitam.
30. Chrysanthemum oreastrum Hance
31. Chrysanthemum ornatum Hemsl.
32. Chrysanthemum parvifolium C.C.Chang
33. Chrysanthemum potentilloides Hand.-Mazz.
34. Chrysanthemum rhombifolium (Y.Ling & C.Shih) H.Ohashi & Yonek.
35. Chrysanthemum × shimotomaii Makino
36. Chrysanthemum sinuatum Ledeb.
37. Chrysanthemum vestitum (Hemsl.) Kitam.
38. Chrysanthemum yantaiense M.Sun & J.T.Chen
39. Chrysanthemum yoshinaganthum Makino
40. Chrysanthemum zawadzkii Herbich
41. Chrysanthemum zhuozishanense L.Q.Zhao & Jie Yang